# انقراض

نماد انقراض

انقراض، فرومیرش یا نابودیِ گونه‌ای وضعیتی در زیست‌شناسی و بوم‌شناسی است که به پایانِ کارِ یک گونه گفته می‌شود. انقراض هنگامی پدید می‌آید که واپسین عضوِ یک گونه می‌میرد و آن گونه دیگر نمی‌تواند با زایش و تولید مثلِ طبیعی به زندگی خود ادامه دهد. این رخداد با گذر زمان مشخص می‌شود؛ زیرا اطمینان دقیق از نابود شدن یک گونه به پیدا نشدن آن گونه در آینده بستگی دارد.
طی فرگشت گونه‌های زیستی به دلایل گوناگون، از جمله تلاش برای هم‌زیستی با محیط یا رقابت با دشمنان طبیعی، تکامل پیدا می‌کنند و گونه‌های پیشین نابود می‌شوند که گفته می‌شود منقرض شده‌اند. به‌صورت طبیعی، یک گونه با گذشت ۱۰ میلیون سال از پیدایش آن، منقرض شده و به گونهٔ دیگری تبدیل می‌شود.
تخمین زده می‌شود که ۹۹٫۹ درصد از جانداران در طول تاریخ منقرض شده‌اند. عده‌ای از پژوهشگران بر این باورند که نیمی از گونه‌های کنونیِ جهان تا سال ۲۱۰۰ نابود می‌شوند. اتحادیه بین‌المللی حفاظت از طبیعت در گزارش سال ۲۰۱۱ خود اعلام کرد که ۲۵٪ از پستانداران زمین در شرف نابودی و انقراض هستند.
در سال ۲۰۰۳ نیز فهرست قرمز اتحادیه بین‌المللی حفاظت از طبیعت حاکی بود که بیش از ۱۲ هزار گونه (از میان ۴۰هزار گونهٔ ارزیابی‌شده) به‌نوعی با خطر انقراض مواجه هستند که ازجمله یک‌هشتم پرندگان، ۱۳ درصد گیاهان گلدار جهان و یک‌چهارم کلیهٔ پستانداران را شامل می‌شود.

## تعریف

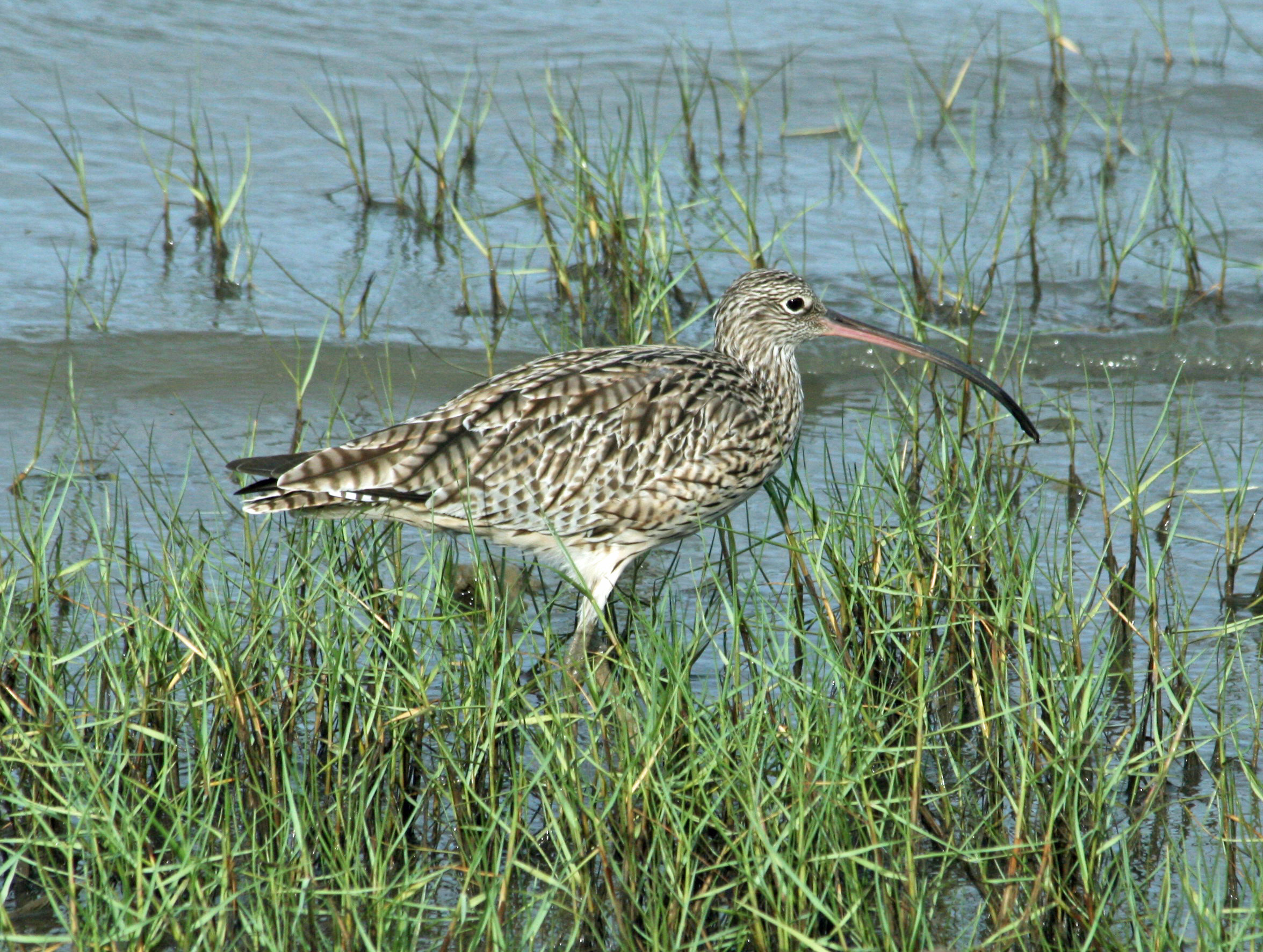
گیلانشاه خاور دور از پرندگانی است که در خطر انقراض قرار دارد.

یک گونه هنگامی منقرض‌شده نامیده می‌شود که واپسین عضو بچه‌زای آن بمیرد. گونه‌ای به صورت عملی منقرض می‌شود که در آن تعداد موارد بارآوری آنچنان کم شود که امکان بقای آن گونه از میان می‌رود. این مسئله به تعداد جنس‌های گونه از هر دو نوع نر و ماده و نیز گستردگی و پخش جغرافیایی آن‌ها در زمین ربط دارد. در بوم‌شناسی، انقراض به نابودی یک جاندار در ناحیه‌ای معین گفته می‌شود، حتی اگر آن جاندار به زندگی در دیگر مناطق ادامه دهد. به جانورانی که در خطر نابودی گونه‌ای هستند گونه در معرض خطر گویند.
نابودی ناگهانی یک گونه می‌تواند اثرهای بدی بر دیگر گونه‌های وابسته داشته باشد و نابودی آن‌ها را نیز در پی داشته باشد. به این روند زنجیرهٔ انقراض می‌گویند.
وضعیت شبه انقراض به حالتی گفته می‌شود که در آن به‌دلیل دیده نشدن یک گونه برای مدت‌های طولانی، انتظار منقرض شدن آن گونه می‌رود، ولی پس از سال‌ها یکی از اعضای آن گونه دیده می‌شود.

## دلیل‌ها
دلیل‌های گوناگونی برای انقراض جانداران وجود دارد و این خود برآمده از انواع بی‌شمار جانداران است. ساده‌ترین دلیل انقراض یک گونه، از دست دادن توانایی زایش آن یا ناتوانی دررفتن به شرایط بهتر آب و هوایی است. هنگامی نیز که یک جانور در طول زمان توانایی خود برای رقابت با دیگر جانداران برای به‌دست آوردن غذا را از دست می‌دهد، منجر به انقراض خود می‌شود.

### نابودی زیست‌بوم

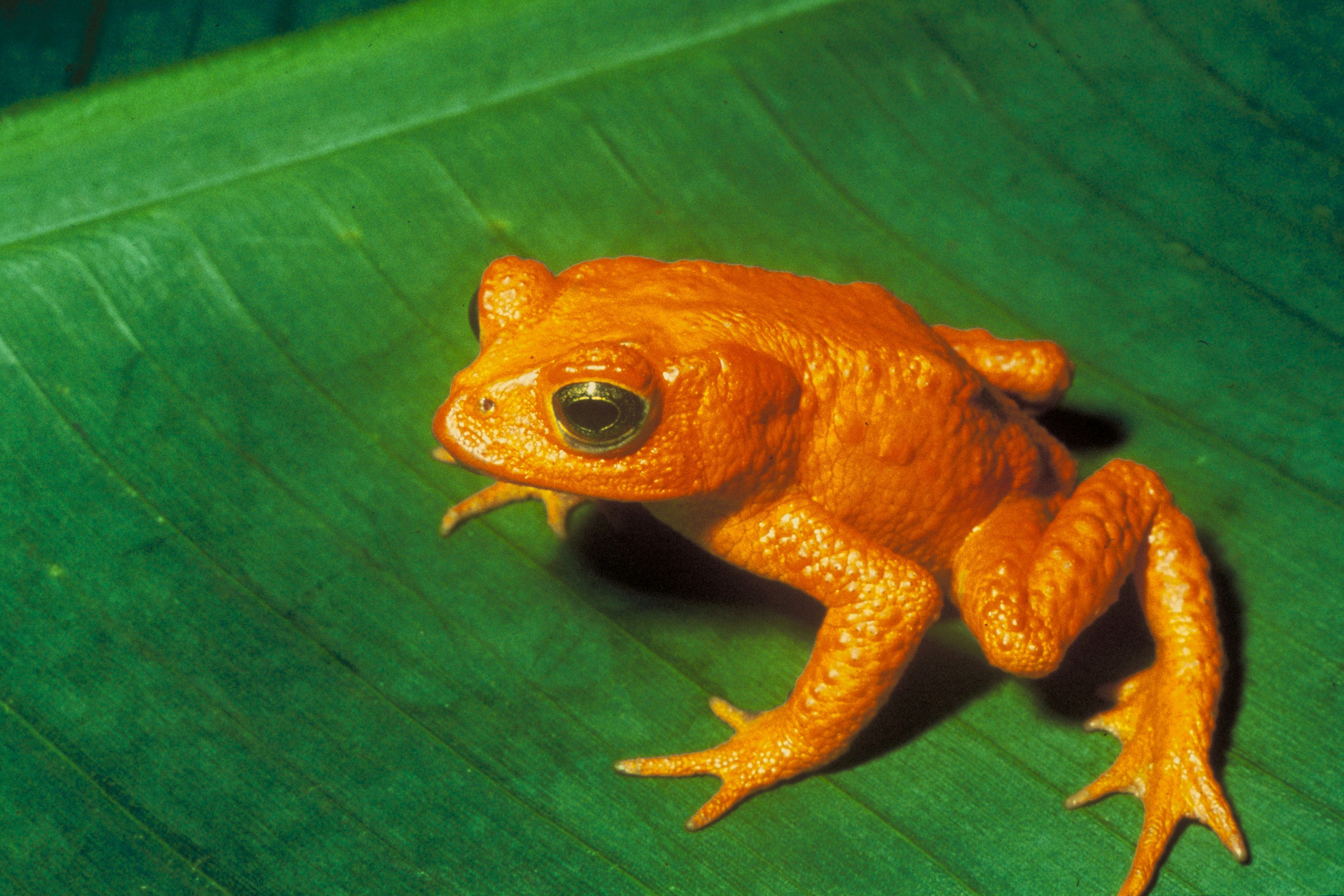
وزغ طلایی از جمله دوزیستانی است که به دلیل نابودی محیط زندگی خود منقرض شده‌است. امروزه بسیاری از دوزیستان به دلیل تخریب و آلودگی محیط زیست خود در خطر نابودی هستند.

یکی از دلیل‌های انقراض جانوران نابودی تدریجی یا ناگهانیِ زیست‌بومهای آن‌هاست. چنین چیزی یا می‌تواند به‌دلیل آلوده شدن محیط زندگی جاندار باشد یا به‌دلیل کوچک شدن منطقهٔ شکار جاندار به‌دلیل وارد شدن یک گونهٔ شکارچی قوی‌تر در آن منطقه. در این صورت، جاندار نمی‌تواند به بقا ادامه دهد و منقرض می‌شود. آلودگی مکان زیست می‌تواند به نابودی کامل یک گونه در یک ناحیه منجر شود که این فرایند می‌تواند به‌سرعت یا با گذر زمان انجام شود. نابودی جنگل‌های استوایی که منجر به از میان رفتن زیست‌بوم‌های بسیار گشته، یکی از نمونه‌های انقراض به‌دلیل نابودی زیست‌بوم‌هاست.
- انسان با دخالت‌های خود در جنگل‌های بارانیِ استوایی و تنها از طریق کاستن از سطح جنگل، سرعت انقراض را میان ۱۰۰۰ تا ۱۰٬۰۰۰ برابر اندازهٔ معمولِ آن بالا برده‌است. به این ترتیب، واضح است که ما اکنون درگیر و دار یک تشنج انقراضیِ بزرگ از تاریخ زمین شناختی هستیم.[۷]
- قارچهای اروپای غربی، دست کم در مقیاس محلی، در گیر و دار یک انقراض توده‌ای هستند. نمونه‌برداری‌های فشرده در محل‌های معینی از کشورهای آلمان، اتریش، هلند نشان داده که طی ۶۰ سال گذشته، ۴۰ تا ۵۰ درصد گونه‌های این قارچ‌ها از میان رفته‌اند. ظاهراً علت اصلی آن آلودگی هوا بوده‌است.[۸]

### شکار، رقابت و بیماری

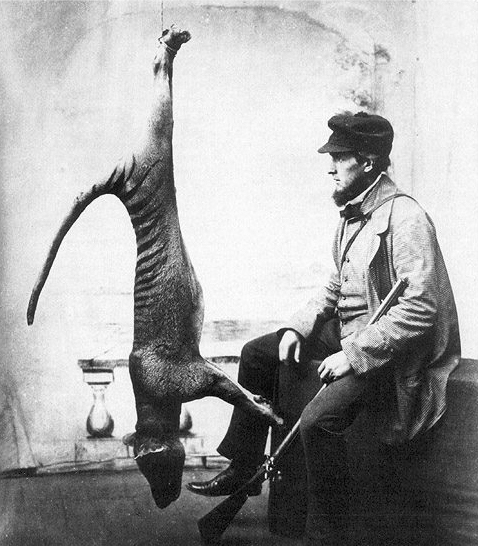
گرگ تاسمانی بزرگ‌ترین کیسه دار گوشت‌خوار عصر هولوسن محسوب می‌شود. این جانور در اوایل قرن بیستم به دلیل شکار بی‌رویه منقرض شد.

هنگامی که میزان مرگ و میر یک گونه از میزان زایش آن جلو می‌زند، احتمال انقراض در درازمدت مطرح می‌شود. به‌دلیل شکار بی‌رویهٔ جانوران به‌دست انسان‌ها در قرن‌های گذشته، نسل بسیاری از گونه‌ها به خطر افتاده و تعداد بسیاری نیز منقرض شده‌اند. از جملهٔ شناخته‌شده‌ترین نمونه‌های انقراض یک گونه به‌وسیلهٔ شکار بی‌رویه، نابود شدن نسل ببر مازندران در ایران است که شکار موردعلاقهٔ شاهان قاجار بوده‌است.

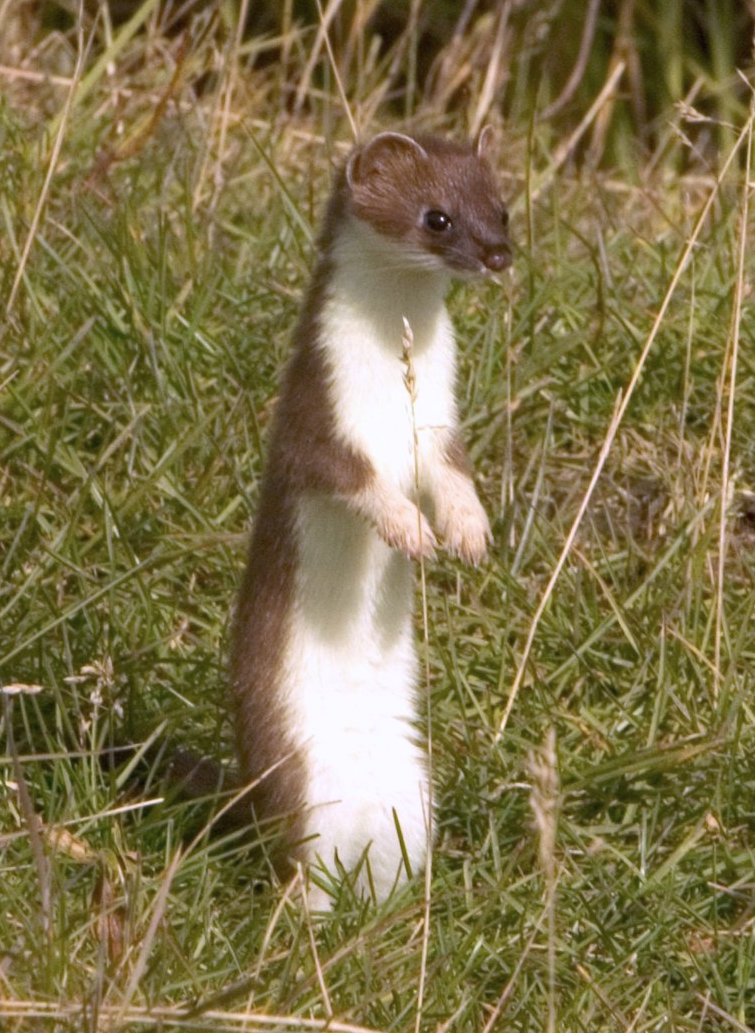
قاقم از جمله گونه‌های مهاجمی است که وارد نیوزیلند شده و باعث در خطر انقراض قرار گرفتن بسیاری از پرندگان بومی شده‌است.

انسان‌ها با معرفی یک گونه به یک منطقه نیز می‌توانند در نابودی دیگر گونه‌های طبیعی آن منطقه دست داشته باشند. هنگامی که دریانوردان با خود دام به مناطق ناشناخته می‌بردند و اقدام به پرورش آن‌ها در آن مناطق می‌کردند یا ناخواسته گونه‌های موش از سراسر جهان با کشتی به دیگر مناطق برده می‌شدند، تعادل زیست‌محیطی آن مناطق به هم می‌خورَد. این گونه‌های تازه‌وارد با خود بیماریهای ناشناخته برای گونه‌های بومی به همراه داشتند که باعث بیماری و مرگ آن‌ها می‌شد. از سویی رقابت گونه‌های نوین با گونه‌های قبلی، اغلب به انقراض گونه‌های پیشین منجر می‌شد. چنین روندی به‌ویژه در استرالیا و نیوزیلند دیده شد.

### گرم شدن زمین

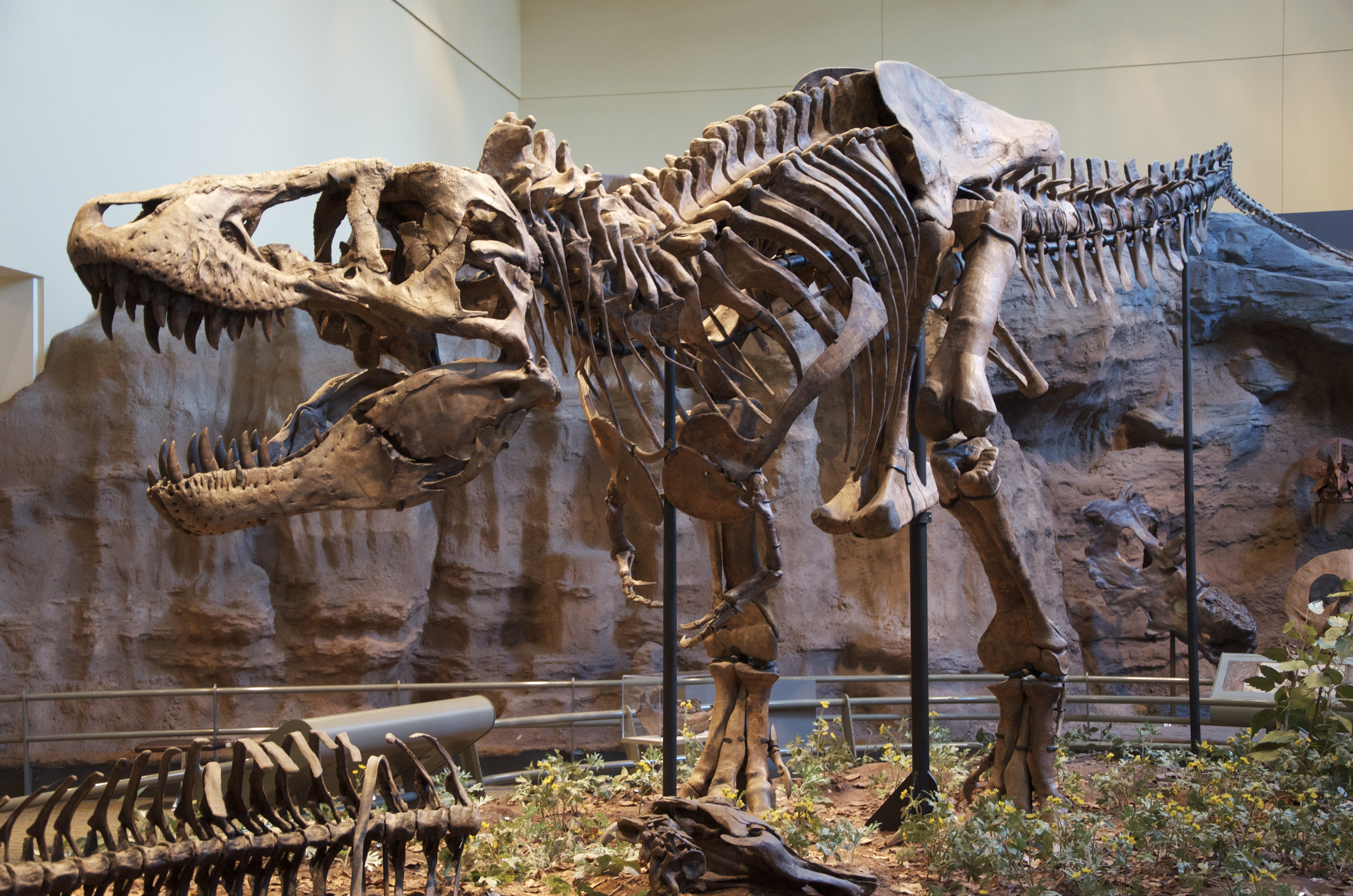
تیرانوسورس از جمله دایناسورهایی بود که در جریان رویداد انقراض کرتاسه-پالئوژن منقرض شد.

گرم شدن زمین نیز می‌تواند به انقراض گونه‌های طبیعی منجر شود. دانشمندان در حال بررسی چگونگی تأثیر این پدیده بر روند انقراض هستند.

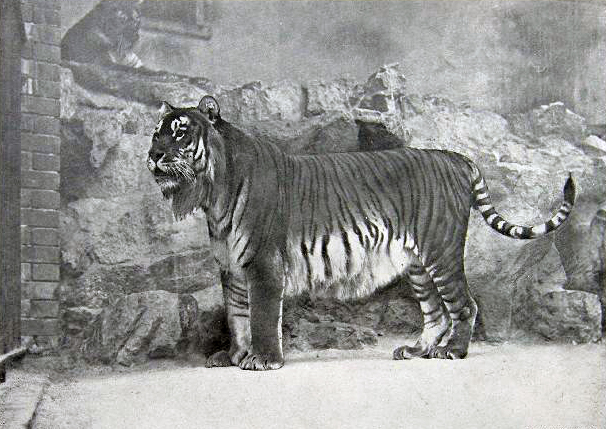
ببر مازندران سال‌هاست که منقرض شده‌است.

از جمله جاندارانی که از گرم شدن زمین رنج می‌برند، جاندارانی هستند که در مناطق با آب و هوای سرد زندگی می‌کنند و نسبت به افزایش دما بسیار حساسند. گمان می‌رود عکس این روند که سرمایش جهانی است، میلیون‌ها سال پیش باعث نابودی کامل دایناسورها در زمین شده باشد. با افزایش گازهای گلخانه‌ای و گرم شدن زمین، بسیاری از دوزیستان، همچون قورباغه‌ها، نابود شده‌اند و زندگی جانداران قطب شمال و جنوبگان به خطر افتاده‌است. هنگامی که یخ‌های قطبی آب می‌شوند و زیست‌بوم جانوران جنوبگان را کوچک‌تر و کوچک‌تر می‌کنند، این جانوران با کمبود غذا و مکان تولید مثل مواجه می‌شوند و در خطر نابودی قرار می‌گیرند.

## سرعت انقراض
انجمن جانورشناسی لندن در تازه‌ترین «نمایهٔ موجودات زندهٔ کُره» در سال ۲۰۱۴ می‌گوید که روند نابودی گونه‌ها حتی بدتر از آن است که تاکنون تصور می‌شد. این گزارش حاکی‌ست که بررسی‌ها با شیوه‌های تازه نشان می‌دهد که جمعیت گونه‌ها ظرف ۴۰ سال اخیر نصف شده؛ درحالی‌که ارزیابی‌ها تا سال ۲۰۱۲ با شیوه‌های قبلی، شدت این روند را کمتر نشان می‌داد. این گزارش می‌گوید که جمعیت پستانداران، پرندگان، خزندگان، دوزیستان و ماهی‌ها به‌طور متوسط ۵۲ درصد و جمعیت گونه‌های آب شیرین ۷۶ درصد کاهش یافته‌است.

## مقابله با انقراض
به‌دلیل در خطر انقراض بودن بسیاری از گونه‌های طبیعی، دانشمندان در تلاش هستند تا روش‌هایی برای جلوگیری از این اتفاق پیدا کنند. نگهداری از جانورانِ در خطر در باغ وحشها و تلاش برای تولید مثل آن‌ها درون این محیط‌های حفاظت‌شده از این روش‌هاست. در دستاوردی بنیادین در سال ۲۰۱۱ میلادی، دانشمندان توانستند با استخراج سلول‌های بنیادیِ جانوران در خطر انقراض، راهی نو برای کمک به جلوگیری از نابودی آن‌ها پیدا کنند.

## کتابشناسی
- ادوارد ویلسون. تنوع حیات (به انگلیسی). Translated by عبدالحسین وهاب‌زاده. نشر جهاد دانشگاهی مشهد.